# Троїцька церква (Дарієвичі)
Тро́їцька це́рква — колишня дерев'яна монументальна пам'ятка Стародубщини, яка знаходилась у селі Дареєвичі, натепер Стародубський район, Брянська область, Росія. Збудована наприкінці XVIII століття «баштовим типом».

## Опис
Будова особлива «баштовим типом», який відомий з середини XVII століття. Головна особливість архітектурної композиції — частина зрубу стін першорядної частини. Складалась з одного поверху, з восьмигранним зрубом центральної частини. Центральна частина освітлена, верхні грані зрубу прорізані у верхній половині внаслідок великих вікон. Інші частини — об'єми вівтаря, бабинця та стеля центральної частини — зміцнені внаслідок стін.

## Сучасність
Церква не збереглася. Ескізне креслення зберігається в архіві Археологічної комісії в Санкт-Петербурзі.

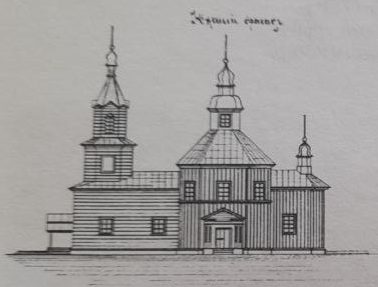
Троїцька церква план з переду
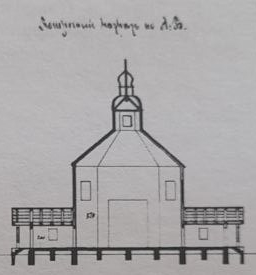
Троїцька церква план у розрізі
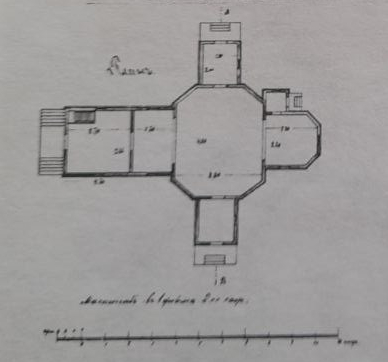
Троїцька церква план зверху